# لوكا فيرنا
لوكا فيرنا (بالإيطالية: Luca Verna)‏ هو لاعب كرة قدم إيطالي، ولد في 21 يونيو 1993 في لانتشانو في إيطاليا. لعب مع كييفو فيرونا.

## وصلات خارجية
- لوكا فيرنا على موقع قاعدة بيانات كرة القدم.إي يو (الإنجليزية)
- لوكا فيرنا على موقع بيانات كرة القدم. دي إي (الألمانية)
- لوكا فيرنا على موقع Soccerbase.com (لاعب) (الإنجليزية)
- لوكا فيرنا على موقع Soccerway.com (الإنجليزية)
- لوكا فيرنا على موقع عالم كرة القدم.نت (الإنجليزية)